# Frederick Burt Essig
Frederick Burt Hills Essig (Los Ángeles, 25 de agosto de 1947) es un botánico estadounidense, que desarrolló extensas expediciones botánicas en México y Ecuador.
Desarrolla actividades académicas en la Universidad del Sur de Florida, con énfasis en la flora de palmas de Nueva Guinea, Clematis (Ranunculaceae), y plantas carnívoras.

## Algunas publicaciones
- 2014. A Brief History of Plant Life
- 2008. A systematic histological analysis of palm fruits. VIII. The Dypsidinae (Arecaceae). Brittonia 60: 82 - 92
- 1980. The Genus Orania Zipp (Arecaceae) in New Guinea. Ed. Harold L. Lyon Arboretum, 233 pp.
- 1975. A systematic study of the genus Ptychosperma (Palmae)	516 pp.

## Eponimia
Especies
- (Arecaceae) Calamus essigii W.J.Baker[5]